# 西クルナ油田
西クルナ油田（にしクルナゆでん、アラビア語: غرب قرنة、英語: West Qurna Field）は、イラクにある油田。同国最大規模の油田の1つで、ルマイラ油田の北側、バスラ市の西側に位置している。採掘可能な埋蔵量は210億バレルと見積もられており、サウジアラビアのガワール油田に次いで世界第2位である。
この油田の開発第I期では、2009年11月、エクソン・モービルとシェルがその契約を500億ドルで獲得した。長い間西側諸国を締め出してきたイラクにおいては、この2社は西側諸国の石油会社として初めて開発権を得た会社であった。この契約によって、両社はそれまで日量27万バレルであった生産量を225万バレルに増加させ、その後7年間にわたってイラク政府から1バレルあたり1ドル90セントが支払われることになった。また、この油田の開発に伴って、開発の遅れていたイラク南部において100,000名の雇用が創出された。2013年11月より、エクソン・モービルから中国のペトロチャイナに油田の開発が引き継がれた
第II期では、2009年12月、ロシアのルクオイルとノルウェーのスタトイルハイドロ（現：エクイノール）が20年契約で128億8000万バレルの開発権を認められた。この契約により、両社はその後13年間にわたって日量180万バレルを生産し、1バレルあたり1ドル15セントを受け取ることになった。

## 註
1. ↑  ウェスト・クルナ油田（ウェストクルナ油田）と呼ばれることもある。
2. 1 2  Helman, Christopher. title= The World's Biggest Oil Reserves. Forbes. 2010年1月21日. 2012年5月27日閲覧.
3. ↑  Chon, Gina. Iraq Awards West Qurna-1 Oil Field to Exxon, Shell. The Wall Street Journal. 2009年11月5日. 2012年5月27日閲覧.
4. ↑  Chulov, Martin. ExxonMobil wins $50bn contract to develop West Qurna oilfield. Guardian. 2009年11月5日. 2012年5月27日閲覧.
5. ↑  “ExxonMobil hands over operations at West Qurna 1 oilfield to PetroChina”. Reuters (2024年1月1日). 2025年5月15日閲覧。
6. ↑  Russian Oil Giant Wins Big in Iraq Auction. FOX News Network. 2009年12月12日. 2012年5月27日閲覧.